# Latifa Gahouchi
Latifa Gahouchi (Oujda, 26 februari 1961) is een Belgische politica voor de PS.

## Levensloop
Gahouchi werd geboren in Marokko. Haar ouders waren er opposanten tegen het regime van koning Hassan II en vluchtten in 1965 als politieke vluchtelingen naar België, waar ze zich in Charleroi vestigden. Van kindsbeen af vergezelde ze haar vader, vakbondsafgevaardigde bij Caterpillar, bij manifestaties om burgerrechten te verdedigen. Op negentienjarige leeftijd ging Gahouchi in hongerstaking uit protest tegen een wet van de Franstalige onderwijsminister André Bertouille om het aantal buitenlandse studenten op Belgische universiteiten te beperken. 
Ze vatte hogere studies aan aan de ULB, maar maakte deze niet af en werd vervolgens intercultureel bemiddelaar in het school- en ziekenhuismilieu. Ook werd ze actief in het Henegouwse verenigingsleven en engageerde ze zich in verschillende burgerverenigingen.
Gahouchi werd tevens actief in de politiek. In oktober 2000 werd ze voor de PS verkozen tot gemeenteraadslid van Charleroi. Ruim zes jaar later, in juli 2007, werd ze schepen van de stad, bevoegd voor Onderwijs, Opleiding, Gezondheidspromotie op Scholen, Recreatiecentra en Jeugd, hetgeen ze bleef tot in december 2012. Als militant voor rechtvaardig onderwijs ijverde ze tevens voor een betere opleiding voor jongeren, een verbetering van het imago van het technisch en het beroepsonderwijs en om kinderen met een beperking zoveel als mogelijk regulier onderwijs te laten volgen.
Bij de Waalse verkiezingen van juni 2009 stond Gahouchi als achtste opvolger op de PS-lijst voor het arrondissement Charleroi. In december 2012 werd ze naar het Waals Parlement en het Parlement van de Franse Gemeenschap geroepen om er haar stadsgenoot Serdar Kilic op te volgen. Voor de rest van de legislatuur nam ze in het eerste parlement zitting in de commissie Begroting, Financiën, Werk, Opleiding en Sport en de commissie Gezondheid, Sociale Actie en Gelijke Kansen en ze legde zich er toe op lokale dossiers en de strijd tegen kansarmoede en werkloosheid. In het laatste parlement werd ze lid van de commissie Onderwijs en richtte ze zich op de kwaliteit van het onderwijs en het jongerenwelzijn op school. 
In mei 2014 werd ze herkozen in het Waals Parlement en het Parlement van de Franse Gemeenschap. In de Waalse assemblee werd Gahouchi deze legislatuur van 2014 tot 2017 lid van de commissie Algemene Zaken en Internationale Betrekkingen en van 2017 tot 2019 lid en van 2018 tot 2019 ondervoorzitter van de commissie Economie, Werk en Opleiding. In de assemblee van de Franse Gemeenschap werd ze voorzitter van de commissie Onderwijs. Voorts werd ze door het Waals Parlement afgevaardigd als deelstaatsenator.
Ook in mei 2019 werd Gahouchi herkozen als parlementslid. Ze werd in het Waals Parlement van 2019 tot 2024 lid van de commissie Economie, Ruimtelijke Ordening en Landbouw en in het Parlement van de Franse Gemeenschap opnieuw voorzitter van de commissie Onderwijs. Door deze laatste assemblee werd ze terug afgevaardigd als deelstaatsenator. In de Senaat was ze van 2019 tot 2024 fractievoorzitter voor haar partij en voorzitter van het Adviescomité voor Gelijke Kansen voor vrouwen en mannen. In juni 2024 raakte Gahouchi niet meer herkozen.
Bovendien nam Gahouchi verschillende bestuursmandaten op. Ze werd bestuurslid bij het regionale integratiecentrum CRIC in Charleroi en het Socialistisch Huis in Gilly, tot 2007 bij de intercommunales IEH (voor elektriciteit) en IGH (voor gasdistributie), van 2007 tot 2010 bij Publigas. Daarnaast was ze van 2007 tot 2012 was ze lid van de CECP, de onderwijsraad voor gemeenten en provincies in Franstalig België en van 2011 tot 2016 voorzitter van het bestuurscomité van de Socialistische Mutualiteit in Gilly en vanaf 2016 bestuurslid van de Socialistische Mutualiteit van Centre-Charleroi-Zinnik.